# 바람의 소리
《바람의 소리》(風聲)는 중국 작가 맥가(麥家)의 소설을 중국의 고군서와 대만의 진국부 두 감독이 공동 연출로 완성한 2009년 중국 작품이다. 저우쉰, 황샤오밍, 이빙빙, 장함여, 소유붕 등 중국과 대만의 톱 스타들이 함께 출연하여 화제가 되었다. 이빙빙은 이 작품으로 46회 금마장 여우주연상을 수상했다.

## 영화정보
- 2009년 14회 부산국제영화제 폐막작으로 선정되어 2009년 10월 16일 오후 7시 30분부터 부산요트경기장 야외상영장에서 상영되었다.

## 수상정보
- 2009년 46회 금마장 여우주연상(이빙빙) 수상

## 출연진
- 저우쉰
- 이빙빙
- 황샤오밍
- 장함여
- 소유붕

## 제작진
- 감독: 진국부, 고군서
- 각색: 진국부
- 원작: 맥가 풍성
- 프로듀서: 풍소강
- 의상: 엽금첨